# Alain Leroux
Pour les articles homonymes, voir Leroux.
Alain Leroux, né en 1945, est un économiste français.

## Biographie
Alain Leroux est admis à l'École supérieure d'électricité dont il obtient le diplôme en 1969. Il poursuit des études de sciences économiques. Il obtient un doctorat à l'université Panthéon-Sorbonne en 1973, puis une agrégation de sciences économiques et sociales en 1975.
Alain Leroux est professeur d’économie à Aix-Marseille Université à partir de 1976. Il enseigne également à Sciences Po Aix.
Il est directeur de recherche à l'Institut européen d'administration des affaires depuis 1987.
Il a été l’un des principaux artisans de l’émergence de la philosophie économique dans le paysage académique francophone. Il fonde notamment la Revue de Philosophie Économique en 2000, dont il est ensuite éditeur.
Son principal apport à la réflexion épistémologique concerne la place de l’idéologie dans la pensée économique. Ce questionnement lui a permis de proposer une refondation de la philosophie personnaliste, sous la forme d’un personnalisme laïque, toujours centré sur la personne mais dont la spiritualité n’aurait pas de fondement théologique.
C’est dans ce cadre idéologique qu’il a proposé un dispositif original d’assistance, pouvant prendre la place du dispositif actuel mais promettant une efficacité bien supérieure dans la lutte contre la pauvreté en France : l’allocation personnelle. L’allocation personnelle articule deux formes possibles de la fraternité : la solidarité et l’entraide.
Adaptée au contexte d’une organisation, qu’elle soit économique (entreprise) ou sociale (syndicat, parti…), la même inspiration conduit à la micro-assistance, dispositif innovant qui se présente comme un substitut possible aux habituelles « caisses de solidarité ».

## Publications
- L'économie sociale - la stratégie de l'exemple, Economica, 2013  (ISBN 978-2717866339)
- Peut-on éliminer la pauvreté en France ?, Economica, 2007  (ISBN 978-2-7178-5453-4)
- Éliminer la pauvreté en France – avec l’allocation personnelle, Economica, 2004  (ISBN 978-2-7178-4947-9)
- Idéologies et doctrines en économie (avec G. Quiquerez & G. Tosi), Economica, 2002  (ISBN 978-2-7178-4251-7)
- Une société à vivre – Refonder le personnalisme, Presses universitaires de France, 1999  (ISBN 978-2-13-050478-8)
- La philosophie économique (avec A. Marciano), coll. « Que sais-je ? », Presses universitaires de France, 1998  (ISBN 978-2-13-049104-0)
- Retour à l’idéologie – Pour un humanisme de la personne, Presses universitaires de France, 1995  (ISBN 978-2-13-046832-5)
- La France des quatre pouvoirs, Presses universitaires de France, 1989  (ISBN 978-2-13-042495-6)
- Grands économistes et partis politiques, Economica, 1985 (1987)  (ISBN 978-2-7178-1382-1)